# Табендз
Табендз (пол. Tabędz) — село в Польщі, у гміні Замбрув Замбровського повіту Підляського воєводства.
Населення — 122 особи (2011).
У 1975-1998 роках село належало до Ломжинського воєводства.

## Демографія
Демографічна структура станом на 31 березня 2011 року:
|          | Загалом | Допрацездатний вік | Працездатний вік | Постпрацездатний вік |
| -------- | ------- | ------------------ | ---------------- | -------------------- |
| Чоловіки | 61      | 14                 | 41               | 6                    |
| Жінки    | 61      | 12                 | 34               | 15                   |
| Разом    | 122     | 26                 | 75               | 21                   |